# Coursetia intermontana
Coursetia intermontana är en ärtväxtart som beskrevs av Matt Lavin. Coursetia intermontana ingår i släktet Coursetia, och familjen ärtväxter. Inga underarter finns listade i Catalogue of Life.